# Нападение на студенческий городок в Харькове
Нападение на студенческий городок в Харькове произошло поздно вечером 11 июня 2015 года, когда около 40 человек устроили погром с резнёй на улице Отакара Яроша в Харькове, где находится студенческий городок с общежитиями нескольких вузов. В результате нападения пострадали девять человек, шесть из них, в том числе четыре студента из Иордании, были госпитализированы в городскую больницу, два человека погибли.

## Следствие
По данному факту милиция начала уголовное производство по ч. 4 ст. 296 («хулиганство»), ч. 2 ст. 15, ч. 1 ст. 115 («покушение на убийство») и ч. 2 ст. 187 («разбой»). Пять подозреваемых были задержаны.
По словам очевидцев и милиции, нападавшие были молодыми людьми спортивного телосложения, их головы были закутаны футболками, некоторые были в масках и с ножами и палками, они пробежались по улице Отакара Яроша, избивая всех на своем пути и круша всё, что попадалось под руку. Жителями общежитий, около которых было совершено нападение, были преимущественно иностранцы, что позволяет предположить расистские и ксенофобные мотивы преступления. Из оказавшихся в больнице наиболее пострадали иорданские студенты, два из которых в крайне тяжелом состоянии. Всего за медицинской помощью обратились 9 человек, в том числе одна женщина. По словам свидетеля, изначальным объектом нападения были именно иностранцы, на одного из украинцев напали, так как он был похож на иностранца, имел чёрные волосы. Пострадали также две собаки, которых выгуливали хозяева. Двое погибших в ходе резни мужчин были гражданами без определённого места жительства.
Пятерых задержанных позже отпустили, по словам представителя милиции, «нет оснований квалифицировать дело как межэтнические столкновения».

## Мнения
По наблюдениям директора частной компании, занимающейся поиском желающих обучаться в украинских вузах, Михаила Изюмского, данный случай ухудшит позиции украинского высшего образования на международном рынке.
С одобрением нападения высказались представители ультраправой организации «Тризуб», одновременно осудив «псов режима», задержавших «харьковчан, которые проучили обнаглевших чужаков» и подвергнув сомнению сообщение СБУ о причастности к резне российских спецслужб.
15 июня 2015 года около сотни студентов харьковских вузов (большинство арабы) провели пикет в знак протеста против резни в студгородке с лозунгами «Нет — расизму и национализму», «Просим господина губернатора направить все силы на поимку преступников».